# Цзи Синьпэн
Цзи Синьпэ́н (кит. трад. 吉新鵬, упр. 吉新鹏, пиньинь Jí Xīnpéng; род. 30 декабря 1977 года, Сямынь, Фуцзянь, Китай) — китайский игрок в бадминтон, в настоящее время завершивший спортивную карьеру.

## Карьера
Цзи Синьпэн — первый китайский игрок в бадминтон, выигравший олимпийскую золотую медаль в мужском одиночном разряде. Никогда ранее не участвуя в соревнованиях высшего уровня на международной арене, он удивил участников летней Олимпиады 2000 года в Сиднее, победив таких игроков, как Тауфик Хидаят, Петер Гаде и (в финале) Хендраван. Позже в том же году Цзи выиграл мужской одиночный разряд на Открытом чемпионате Японии по бадминтону.
В 2008 году Цзи Синьпэн стал тренером национальной сборной Китая по бадминтону.

## Достижения

### Олимпийские игры
Мужской одиночный разряд
| Год  | Место проведения                                   | Противник | Счёт        | Результат |
| ---- | -------------------------------------------------- | --------- | ----------- | --------- |
| 2000 | Сидней (Австралия), Олимпийский парк, 3-й павильон | Хендраван | 15—4, 15—13 | Золото    |

### Мировой Гран-при по бадминтону
Мировой Гран-при по бадминтону, санкционированный Всемирной федерацией бадминтона (BWF) с 1983 по 2006 г.
Мужской одиночный разряд
| Год  | Турнир                         | Противник   | Счёт              | Результат    |
| ---- | ------------------------------ | ----------- | ----------------- | ------------ |
| 1999 | Открытый чемпионат Нидерландов | Ся Сюаньцзэ | 10—15, 13—15      | Второе место |
| 1999 | Открытый чемпионат Таиланда    | Чен Ган     | 12—15, 6—15       | Второе место |
| 2000 | Открытый чемпионат Швейцарии   | Ся Сюаньцзэ | 8—15, 6—15        | Второе место |
| 2000 | Открытый чемпионат Японии      | Хендраван   | 6—15, 17—15, 15—4 | Победитель   |